# Kelvin Island
Kelvin Island är en ö i Kanada.   Den ligger i Lake Nipigon i provinsen Ontario, i den sydöstra delen av landet, 1 100 km väster om huvudstaden Ottawa.
I omgivningarna runt Kelvin Island växer i huvudsak blandskog. Trakten runt Kelvin Island är nära nog obefolkad, med mindre än två invånare per kvadratkilometer.